# J. P. Skelly
J P Skelly, amerikansk kompositör som finns representerad i Frälsningsarméns sångbok 1990 (FA) med minst en tonsättning.

## Kompositioner
- Vår Frälsare kom för att lösa var själ (FA nr 452) tonsatt okänt årtal